# 麥可·孟蘇爾
麥可·安東尼·孟蘇爾（Michael Anthony Monsoor，1981年4月5日—2006年9月29日），美國加州長堤人，是美國海軍（海豹部隊）隊員，隸屬於海豹三隊D排。孟蘇爾在2006年9月在伊拉克境內執行任務時，遇到敵兵投擲手榴彈至陣地內，孟蘇爾在情急之下以自己的身體撲蓋在手榴彈上而受重傷殉職，但此舉拯救了同袍與友軍們。為了感念其英勇時任美國總統的小布希在2008年時追贈代表美國國內最高榮譽的榮譽勳章給孟蘇爾，使他成為伊拉克戰爭中第四個、也是海豹部隊第二個獲得此勳章的陣亡官兵。除此之外，美國海軍也將最新銳的朱瓦特級驅逐艦（Zumwalt class）之二號艦命名為麥可·孟蘇爾號（USS Michael Monsoor DDG-1001），以資紀念。

## 生平

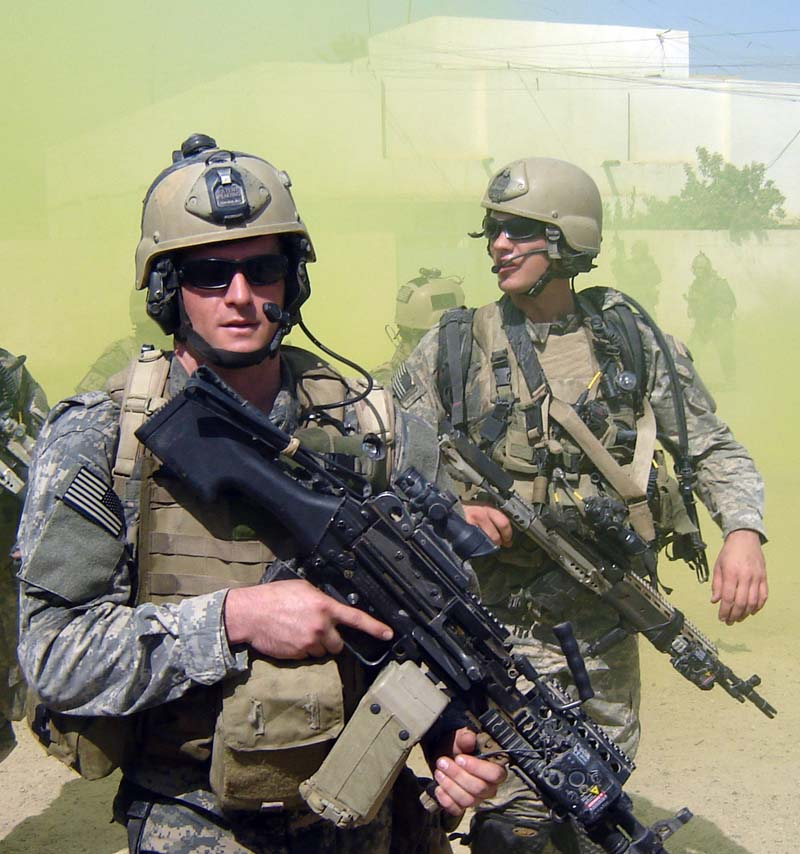
正在伊拉克執行巡邏任務的麥可·孟蘇爾（左）。攝於2006年。

麥可·孟蘇爾是在1981年4月5日出生於加州長堤市，在喬治（George Monsoor）與莎莉·孟蘇爾（Sally Monsoor）的四個孩子中排行第三，其父喬治曾經在海軍陸戰隊服役過。麥可·孟蘇爾在2001年3月21日加入美國海軍，並在2004年9月完成基本水下爆破（BUD/S）訓練。在經過一連串更高階的訓練並短暫地在義大利駐防過一段時間後，孟蘇爾在2005年3月時完成海豹部隊的合格訓練，升級成為海軍二級糾察長，配屬至海豹三隊D排。
2006年時孟蘇爾跟隨D排移防至伊拉克，參與肯塔基躍馬行動（Operation Kentucky Jumper，本身是第二次拉馬迪戰役的一部份），駐紮在拉馬迪（Ar Ramādī）負責訓練伊拉克陸軍的士兵。在9月29日當孟蘇爾的部隊在戰況激烈的南拉馬迪一棟建築物屋頂上進行制高瞭望時，有敵兵自下方的街道上投擲一枚手榴彈到屋頂上。當時距離手榴彈最近的孟蘇爾在情急之下以肉身飛撲至手榴彈上而擋住爆炸的威力，拯救了周遭的美軍與伊拉克友軍。雖然在受傷後立刻進行後送，但孟蘇爾仍然因為傷勢太嚴重而在半個小時後不治。而爆炸當時在孟蘇爾身邊還有兩名狙擊手與一名海豹隊員，雖然因為爆炸而負傷，但也因為孟蘇爾的犧牲，而都在經過適當的醫療後順利存活下來。

## 葬禮與紀念
孟蘇爾陣亡後遺體被運回美國，葬於加州聖地牙哥的羅瑟克蘭堡國家公墓。2008年3月31日，美國國防部公告孟蘇爾將會被追贈榮譽勳章，典禮在4月8日時於白宮舉行，由當時的美國總統小布希將勳章頒贈給孟蘇爾的父母。
除了榮譽勳章外，2008年10月，美國海軍部長唐納·溫特（Donald C. Winter）宣佈要將正在建造中、美國海軍最新的朱瓦特級驅逐艦之二號艦命名為麥可·孟蘇爾號（USS Michael Monsoor DDG-1001），以資紀念。該艦的龍骨是在2013年5月23日於通用動力巴斯鋼鐵廠（GDBIW）安放，孟蘇爾的父母喬治與莎莉·孟蘇爾二人也出席了儀式，擔任見證人。
2012年上映的美國軍事電影《海豹神兵：英勇行動》參考了孟蘇爾的事蹟，融入到影片劇情中。在片中由洛克·丹佛（Rorke Denver）飾演的洛克少校於一場在影片中後段發生於墨西哥的作戰中，為了拯救同僚而撲倒在一顆敵人丟出的手榴彈上，犧牲陣亡。在影片最後的喪禮儀式中，海豹部隊的成員們也模仿了孟蘇爾喪禮中的場景，根據海豹部隊的傳統，每個人都從自己的制服上摘下一枚海豹三叉戟徽章，將其拍入陣亡者的棺木上，作為對逝者的紀念。

## 外部連結
- Hall of Valor - Michael A. Monsoor（英文）